# Chương trình Zond
Zond (Зонд; tiếng Nga nghĩa là "thăm dò") là tên gọi cho hai chương trình không gian không người lái riêng biệt của Liên Xô được thực hiện từ năm 1964 đến 1970. Loạt đầu tiên dựa trên tàu vũ trụ thăm dò hành tinh 3MV nhằm thu thập thông tin về các hành tinh gần đó. Loạt tàu vũ trụ thử nghiệm thứ hai, là tiền thân của các chuyến bay vòng quanh Mặt Trăng có người lái, sử dụng một phiên bản rút gọn của tàu vũ trụ Soyuz, bao gồm các mô-đun dịch vụ và mô-đun hạ cánh, nhưng thiếu mô-đun quỹ đạo. Các dạng sống của Trái Đất trong Zond 5 lần đầu tiên di chuyển vòng quanh Mặt Trăng và trở về Trái Đất.

## Nhiệm vụ dựa trên đầu dò hành tinh 3MV

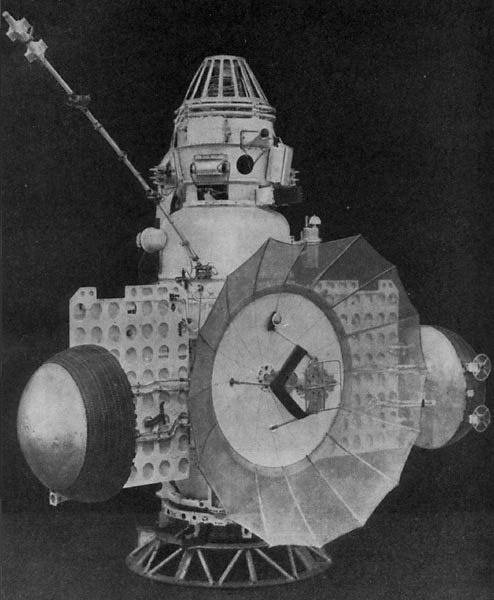
Zond 2 (liên hành tinh) một phần của gia đình 3MV

Ba nhiệm vụ đầu tiên 1 đến 3 được dựa trên mô hình tàu vũ trụ thăm dò hành tinh 3MV, nhằm mục đích khám phá sao Kim và sao Hỏa. Sau hai lần thất bại, Zond 3 đã được gửi đi trong một nhiệm vụ thử nghiệm, trở thành phi thuyền thứ hai chụp ảnh nửa không nhìn thấy của Mặt Trăng. Sau đó nó tiếp tục đi tới quỹ đạo của sao Hỏa để kiểm tra các hệ thống từ xa và tàu vũ trụ.

## Nhiệm vụ đi vòng quanh Mặt Trăng (circumlunar)
Nhiệm vụ từ thứ 4 đến 8 là các chuyến bay thử nghiệm cho Moonshot của Liên Xô trong cuộc đua Mặt Trăng. Tàu vũ trụ Soyuz 7K-L1 (cũng được đề cập đến như L1) được sử dụng cho các phi vụ nhằm vào Mặt Trăng, bị tước bỏ để có thể phóng xung quanh Mặt Trăng từ Trái Đất. Chúng được phóng trên tên lửa Proton đủ mạnh để gửi Zond trên quỹ đạo quay trở lại miễn phí vòng quanh Mặt Trăng mà không đi vào quỹ đạo Mặt Trăng (loại đường đi mà Apollo 13 đã bay trong trường hợp hủy khẩn cấp). Với sự sửa đổi nhỏ, Zond có khả năng mang hai phi hành gia.